# Meylan
Meylan este o comună în departamentul Isère din sud-estul Franței. În 2009 avea o populație de 1.404 de locuitori.

## Evoluția populației
| An        | 1975  | 1982  | 1990  | 1999  | 2006  | 2009  |
| --------- | ----- | ----- | ----- | ----- | ----- | ----- |
| Populație | 1.139 | 1.116 | 1.129 | 1.175 | 1.382 | 1.404 |